# 인생은 아름다워 (2022년 영화)
"인생은 아름다워"는 2022년 공개된 대한민국의 영화이다. 자신의 마지막 생일선물로 첫사랑을 찾아 달라는 황당한 요구를 한 아내 세연(염정아)과 마지못해 그녀와 함께 전국 곳곳을 누비며 과거로의 여행을 떠나게 된 남편 진봉(류승룡)의 이야기를 담고 있다.

## 시놉시스
이 영화는 남편에게 생일선물로 이상한 부탁을 하는 여자 오세연(염정아)의 이야기를 그린 뮤지컬 드라마인 것으로, 학창시절 첫사랑을 찾기 위해서 떠나는 여정이다. 남편 강진봉(류승룡)은 마지못해 그녀의 여정에 동참한다. 삶과 음악으로 가득한 여행이 펼쳐진다.

## 캐스팅
- 류승룡 : 강진봉 역
- 염정아 : 오세연 역
  - 박세완 : 어린 오세연 역
- 옹성우 : 정우 역
- 염혜란 : 현정 역
  - 심달기 : 어린 현정 역
- 하현상 : 강서진 역
- 김다인 : 강예진 역
- 박영규 : 진봉의 아버지 역
- 김혜옥 : 진봉의 어머니 역
- 신신애 : 이웃 아주머니 역
- 전무송 : 최씨 할아버지 역
- 김종수 : 목포고등학교 주말 당직 선생님 역
- 고창석 : 진봉의 상사 역
- 김선영 : 정우의 여동생 역
- 류현경 : 예진의 담임 선생님 역

## 삽입곡
- 토이 - 뜨거운 안녕
- 이문세 - 알 수 없는 인생
- 이문세 - Solo예찬
- 이문세 - 언제쯤 사랑을 다 알까요
- 이문세 - 조조 할인
- 김건모 - 잠 못드는밤 비는 내리고
- 최백호 - 부산에 가면
- 임병수 - 아이스크림 주세요
- 이승철 - 안녕이라고 말하지마
- 신중현 - 미인
- 이적 - 다행이다
- 이지형 이적 - 뜨거운 안녕
- 이문세 - 애수
- 이적 - 거짓말 거짓말 거짓말

## 수상
- 2022년 제58회 대종상 영화제 남자부문 뉴웨이브상 (옹성우)
- 2022년 제58회 대종상 영화제 음악상 (김준석)
- 2022년 제58회 대종상 영화제 여우주연상 (염정아)